# Xochimilco
Koordinaten: 19° 16′ N, 99° 6′ W
Xochimilco (spanische Aussprache [ʃotʃiˈmilko] oder [sotʃiˈmilko]; Nahuatl Xōchimīlco [ʃoːtʃiˈmiːlko] ) ist einer der 16 Stadtbezirke (Demarcaciones territoriales) von Mexiko-Stadt, gelegen etwa 25 km südöstlich der Innenstadt und umfasst eine Fläche von 118,6 km² mit 415.007 Einwohnern. Neben dem eigentlichen Xochimilco umfasst der Stadtbezirk 93 weitere, kleine Orte. Gemeinsam mit dem historischen Zentrum der Stadt ist Xochimilco Weltkulturerbe der UNESCO und heute vor allem für seine „schwimmenden Gärten“ bekannt.
Die Geschichte Xochimilcos geht bis in die präkolumbische Zeit zurück. Schon in der mesoamerikanischen Frühklassik beherbergten die Ufer und Inseln verschiedene Völker unbekannter Herkunft. Zu Beginn der Postklassik war Xochimilco ein wichtiger altépetl (Stadtstaat), welcher im 15. Jahrhundert von den Azteken unterworfen wurde. Während der Kolonialzeit und den Anfängen der Unabhängigkeit verwandelte sich Xochimilco zur Kornkammer von Mexiko-Stadt.
Auf dem Gebiet von Xochimilco leben 14 indigene Völker, welche trotz des Voranschreitens der Urbanisierung noch in weiten Teilen ihre traditionelle Kultur bewahren. Trotz alledem ist der nördliche Teil Xochimilcos voll in das Stadtgebiet integriert und verfügt über mehrere Gewerbegebiete, welche von starker wirtschaftlicher Bedeutung für den Stadtbezirk sind. Die Bergregion im Süden sowie der zentrale Seenbereich bilden außerdem das größte Naturschutzgebiet der Hauptstadt.
Seit September 2019 ist Xochimilco Sitz des gleichnamigen römisch-katholischen Bistums.

## Name und Emblem

Emblem

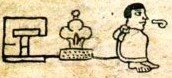
Glyphe von Xochimilco aus dem Tira de la peregrinación

Der Name Xochimilco stammt aus dem Nahuatl und ist eine Zusammensetzung der Wörter xōchi(tl) „Blume“, mīl(li) „Feld“ und dem Ortssuffix -co und bedeutet daher übersetzt so viel wie „(der) Ort des Blumenfeldes“.

Xochimilco besitzt kein amtlich festgelegtes Emblem, es sind jedoch Darstellungen in Verwendung, welche sich aus jenen erhaltener historischer Dokumente präkolumbischer Zeit ableiten, wie zum Beispiel den Aztekencodices aus Zentralmexiko. In der „Tira de la peregrinación“ bezeichnet die Glyphe Xochimilco einen Stamm, welcher mit den Azteken aus Aztlán auszog. Die Glyphe präkolumbischen Stils setzt sich aus einem Logogramm für kultivierte Erde und darauf die Darstellung einer Blume zusammen.

## Geographie
| Die höchsten Erhebungen Xochimilcos                                                                 | Die höchsten Erhebungen Xochimilcos | Die höchsten Erhebungen Xochimilcos |
| --------------------------------------------------------------------------------------------------- | ----------------------------------- | ----------------------------------- |
| Gipfel des Vulkans Teuhtli, im Treffpunkt der drei Stadtbezirke Milpa Alta, Tláhuac und Xochimilco. |                                     |                                     |
| Name                                                                                                | Höhenmeter                          | Koordinaten                         |
| Vulkan Teuhtli                                                                                      | 2.710                               | 19° 13′ N, 99° 2′ W                 |
| Vulkan Tzompol                                                                                      | 2.650                               | 19° 12′ N, 99° 7′ W                 |
| Xochitepec-Berg                                                                                     | 2.500                               | 19° 15′ N, 99° 8′ W                 |
| Tlacuallelli-Berg                                                                                   | 2.420                               | 19° 14′ N, 99° 5′ W                 |
| Quelle: INEGI, 2004: 1.3.                                                                           |                                     |                                     |

Mit seinen 122 km² macht das Gebiet von Xochimilco 7,9 % der Fläche von Mexiko-Stadt aus und reicht dabei an den äußersten Grenzen von 19°19' bis 19°09' Nord und 99°00' bis 99°09' West. Xochimilco grenzt im Norden an die Stadtbezirke Coyoacán und Iztapalapa, im Osten an Tláhuac, im Süden an Milpa Alta und im Westen an Tlalpan. Der Verwaltungssitz des Stadtbezirkes befindet sich im Viertel „El Rosario“ – einer historischen Gemeinde Xochimilcos.
Der nördliche Teil Xochimilcos bildet eine Ebene auf der mittleren Meereshöhe des Tals von Mexiko, 2.240 Metern. An dieser Stelle befand sich früher der Xochimilco-See, dessen Überreste heute die Känale der schwimmenden Gärten bilden. Am Süden des Seebeckens erheben sich die Gipfel des Xochitepec, Tzompol, Tlacuallelli und Teuhtli, welche die natürliche Grenze zwischen den Stadtbezirken Xochimilco, Milpa Alta und Tláhuac bilden. Diese Erhebungen sind außerdem Teil der Bergkette, welche den natürlichen Abfluss aus dem Mexico-Becken nach Süden verhindert. Unter ihnen bietet Xochitepec eine weitläufige Aussicht auf die Stadtgebiete von Tlalpan und Xochimilco. Auf der Spitze des Vulkans Axocopiaxco erreicht das Gebiet Xochimilcos eine Meereshöhe von über 3000 Metern.
Xochimilco befindet sich im Subbecken Texcoco-Zumpango-See des hydrologischen Moctezuma-Tula-Pánuco-Systems. Das ursprünglich endorheische Becken wurde im 17. Jahrhundert künstlich geöffnet. Dadurch verringerte sich der See mit der Zeit auf die heutige Größe mit den Kanälen zwischen den künstlich angelegten Inseln zur landwirtschaftlichen Nutzung. Der See wurde damals durch Zuflüsse gespeist, welche in den angrenzenden Hügel entsprangen. Diese wurden während der Regierungszeit von Porfirio Díaz kanalisiert, um Mexiko-Stadt bis zu deren Versiegen 1951 zu versorgen. Seitdem werden die Kanäle durch wiederaufbereitetes Abwasser aus der Anlage des Cerro de la Estrella gespeist. Zu den wichtigsten Kanälen gehören der Nacional, der de Chalco (beide entwässern die Sierra Nevada), der Cuemanco und der Apatlaco.

## Geologie
Das gesamte Gebiet Xochimilcos ist Teil der Subprovinz 57 „Lagos y Volcanes del Anáhuac“ („Seen und Vulkane des Anáhuac“), welche zur geologischen Provinz „Eje Neovolcánico“ („neuvulkanische Achse“) gehört. Die Oberfläche wird durch fünf topografische Systeme charakterisiert, wobei jenes des Schichtvulkans vorherrscht und 42 % der Fläche Xochimilcos ausmacht. Dieses System entspricht der Anordnung der Xochitepec- und Tzompol-Erhebungen, ebenso wie dem ausgedehnten Hang des Teuhtli-Vulkans. Weitere 27 % des Territoriums werden als vulkanisches Plateau oder Badlands klassifiziert. Dieser Anteil entspricht den Ausläufern des Vulkans Tzompol und des Tlacuallelli-Berges im Zentralsüden des Xochimilco-Territoriums. Das übrige Gebiet unterteilt sich in drei Flachlandtypen: 18 % umfasst die Seenplatte, wo sich früher der Xochimilco-See befand und welche die heutige Chinamperie beherbergt. Weitere 12 % der Gesamtfläche sind als Schwemmebene an der Küste des Sees einzustufen und markiert den Übergang zwischen Berg und Tal. Eine Salzwiese an der Grenze Xochimilcos zu Tláhuac und Iztapalapa bildet die restlichen 1 % und umfasst dabei etwas weniger als einen Quadratkilometer.
Der Großteil der Oberfläche entstand im Quartär. Dieser Ära sind etwas mehr als 87 % der Oberfläche der Stadtbezirks zuzurechnen. Die ursprünglichen See- und Schwemmböden machen 61 % der Fläche aus. Die Bodentypen Phaeozem und Histosol treten dabei vorrangig auf. Die bergigen Regionen sind aus Vulkangestein wie Basalt und Tuff geformt. Ältere Anteile entstanden im Känozoikum, nämlich der mittlere und hohe Kamm des Vulkans Teuhtli und die Hochebene zwischen dem Gipfel des Xochitepec und der Bergkette Ajusco. Diese lagert hauptsächlich auf einem Andesit-Substrat.

## Klima
Das in Xochimilco vorherrschende Klima ist gemäßigt mit Niederschlägen im Sommer entsprechend der Lage im Tal von Mexiko. Diese Bedingungen findet man in 98 % des Areals. Die Intensität der Feuchtigkeit variiert, obwohl meist mittlere Feuchte anzutreffen ist. Die höchstgelegene Zone des Stadtbezirks besitzt ein kalttropisches Klima mit Sommerregen.
| Mittlere Temperatur in Xochimilco [°C]      | Mittlere Temperatur in Xochimilco [°C] | Mittlere Temperatur in Xochimilco [°C] | Mittlere Temperatur in Xochimilco [°C] | Mittlere Temperatur in Xochimilco [°C] | Mittlere Temperatur in Xochimilco [°C] | Mittlere Temperatur in Xochimilco [°C] | Mittlere Temperatur in Xochimilco [°C] | Mittlere Temperatur in Xochimilco [°C] | Mittlere Temperatur in Xochimilco [°C] | Mittlere Temperatur in Xochimilco [°C] | Mittlere Temperatur in Xochimilco [°C] | Mittlere Temperatur in Xochimilco [°C] | Mittlere Temperatur in Xochimilco [°C] |
| Monat                                       | J                                      | F                                      | M                                      | A                                      | M                                      | J                                      | J                                      | A                                      | S                                      | O                                      | N                                      | D                                      | Durchschnitt                           |
| ------------------------------------------- | -------------------------------------- | -------------------------------------- | -------------------------------------- | -------------------------------------- | -------------------------------------- | -------------------------------------- | -------------------------------------- | -------------------------------------- | -------------------------------------- | -------------------------------------- | -------------------------------------- | -------------------------------------- | -------------------------------------- |
| Muyuguarda                                  | 11,3                                   | 12,6                                   | 14,8                                   | 16,1                                   | 17,1                                   | 17,5                                   | 16,8                                   | 16,8                                   | 16,2                                   | 15,4                                   | 13,3                                   | 11,9                                   | 15                                     |
| Tlalnepantla                                | 10,6                                   | 11,7                                   | 13,3                                   | 14,6                                   | 15,4                                   | 14,3                                   | 13,8                                   | 13,7                                   | 13,5                                   | 12,4                                   | 12,1                                   | 11,1                                   | 13                                     |
| Atlapulco                                   | 11,8                                   | 14,2                                   | 16,0                                   | 18,4                                   | 18,9                                   | 18,5                                   | 17,8                                   | 17,7                                   | 17,2                                   | 15,7                                   | 14,1                                   | 12,6                                   | 16                                     |
| Monat                                       | J                                      | F                                      | M                                      | A                                      | M                                      | J                                      | J                                      | A                                      | S                                      | O                                      | N                                      | D                                      | Durchschnitt                           |
| Summe Niederschlagsmenge in Xochimilco [mm] |                                        |                                        |                                        |                                        |                                        |                                        |                                        |                                        |                                        |                                        |                                        |                                        |                                        |
| Muyuguarda                                  | 11,4                                   | 5,9                                    | 6,4                                    | 22,7                                   | 62,1                                   | 113,1                                  | 142,3                                  | 129,2                                  | 112,2                                  | 56,4                                   | 11,7                                   | 6,6                                    | 56,6                                   |
| Tlalnepantla                                | 13,26                                  | 6,22                                   | 15,0                                   | 33,21                                  | 73,6                                   | 168,8                                  | 182,8                                  | 188,51                                 | 174,9                                  | 74,2                                   | 11,9                                   | 6,0                                    | 79,03                                  |
| Atlapulco                                   | 10,0                                   | 7,0                                    | 11,1                                   | 25,7                                   | 78,9                                   | 121,4                                  | 147,7                                  | 127,9                                  | 110,0                                  | 49,9                                   | 4,7                                    | 5,8                                    | 58,34                                  |

## Die Schwimmenden Gärten

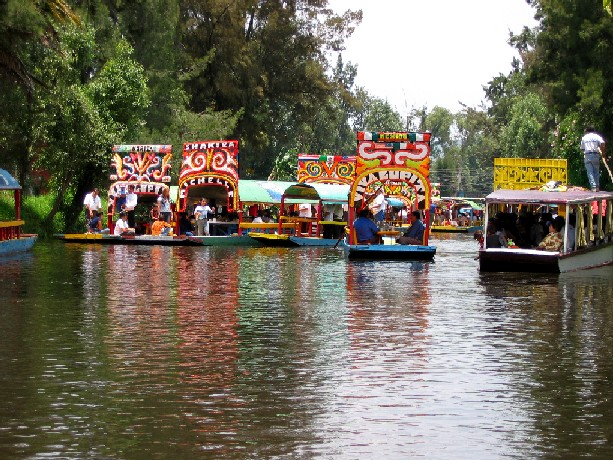
Trajineras in den „Schwimmenden Gärten“ von Xochimilco

Die „Schwimmenden Gärten“ sind für die Hauptstadtbewohner wie auch Touristenströme ein beliebtes Ausflugsziel. Sie bestehen aus einem Geflecht künstlich angelegter Kanäle mit einer Gesamtlänge von rund 150 km und Inseln aus bepflanzten, mit Seeschlamm bedeckten Flößen (Chinampas), deren Wurzelwerk mittlerweile bis auf den Grund reicht und ihm damit Land abgewinnt.
Heutzutage werden die Gärten zur Erholung, für touristische Aktivitäten, aber auch wieder als landwirtschaftliche Anbaufläche und damit gemäß ihrer ursprünglichen Aufgabe benutzt. Die Verwendung des fruchtbaren Schlammes machte es zu einer der effektivsten Anbauformen, die je entwickelt wurde, und ermöglichte ganzjährige Ernten.
Berühmt ist der Ort auch für seinen Blumenmarkt und die bunten Ausflugsboote (trajineras), die man vor Ort nebst Führer mieten kann.

## Weitere Sehenswürdigkeiten
Im Museo Dolores Olmedo (Ortsteil La Noria) wird in einer Dauerausstellung neben anderen Kunstwerken die größte private Sammlung von Arbeiten der mexikanischen Künstlerin Frida Kahlo gezeigt.
Seit Mitte der 1990er Jahre ist die Puppeninsel touristisch erschlossen. In den Bäumen der Insel sind tausende teils verstümmelte Puppen aufgehängt worden.